# سیدی الحطاب
سیدی الحطاب (به فرانسوی: Sidi El Hattab) یک منطقهٔ مسکونی در مراکش است که در استان قلعه سراغنه واقع شده‌است. سیدی الحطاب ۸٬۱۹۱ نفر جمعیت دارد.